# Euxoa lowensis
Euxoa lowensis là một loài bướm đêm trong họ Noctuidae.